# Dusun

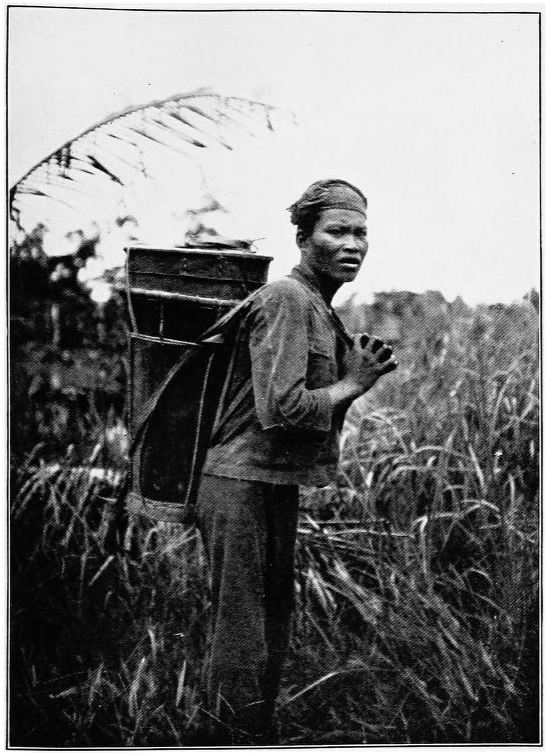
Dusun, etwa 1920

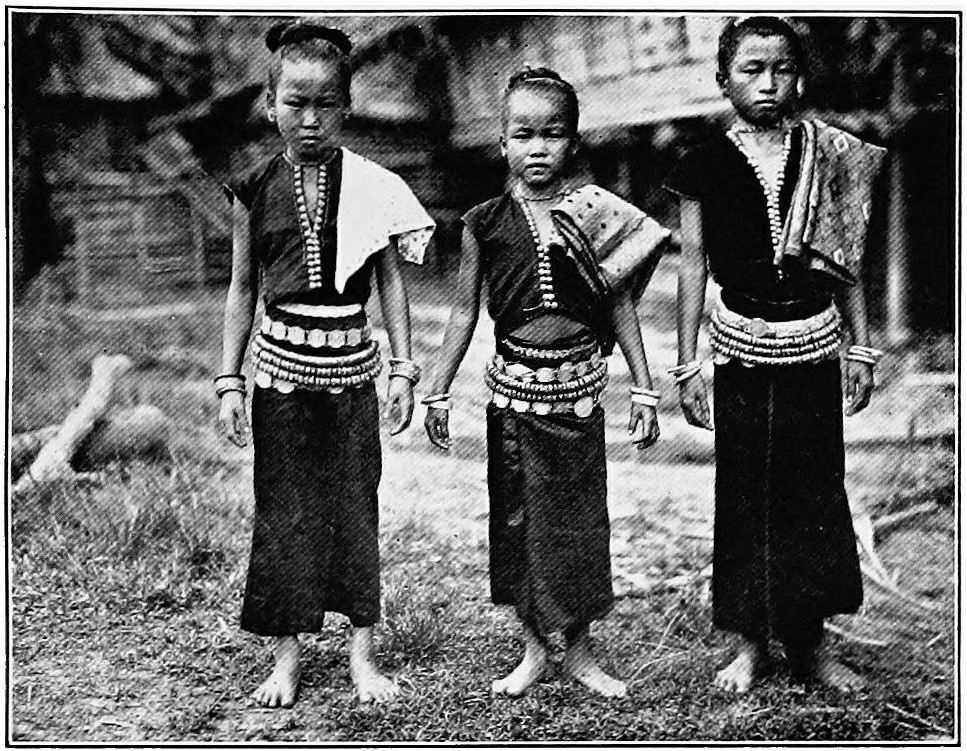
Mädchen der Putatan-Dusun (1920)

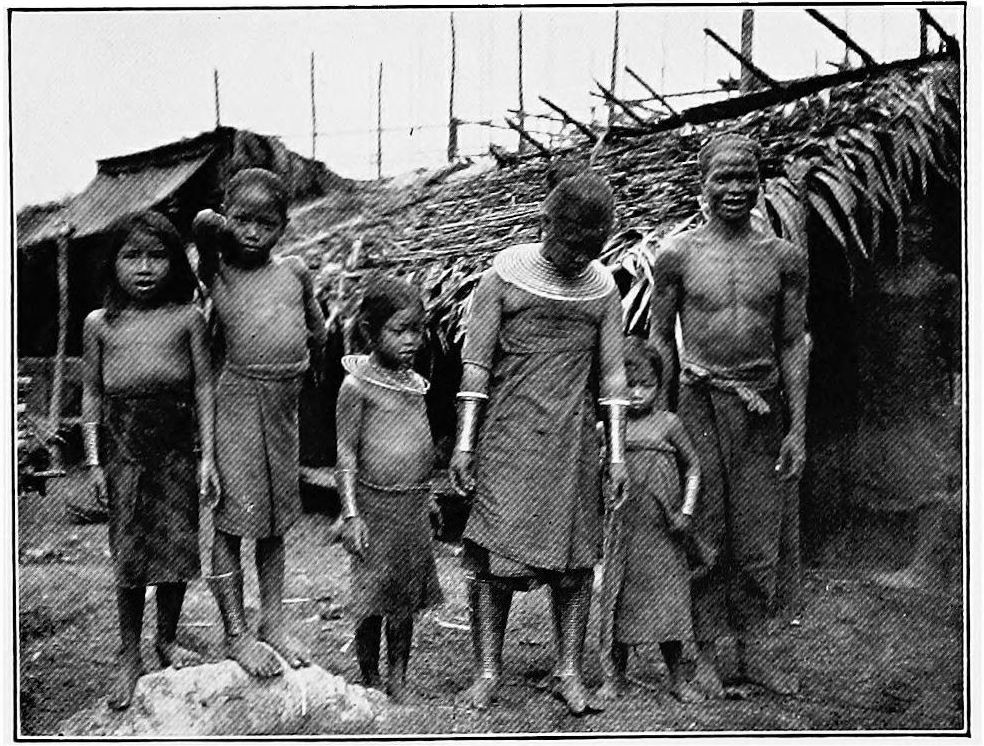
Marudu-Dusun (1920)

Dusun ist eine zusammenfassende Bezeichnung für verschiedene indigene Gruppen innerhalb des malaysischen Bundesstaates Sabah auf der Insel Borneo. Die Angehörigen dieser Gruppen bezeichnen sich selbst nicht als Dusun. Wegen der Gemeinsamkeiten in Kultur und Sprache mit den Kadazan wurde die gemeinsame Klasse der Kadazan-Dusun geschaffen, die mit ca. 570.000 Angehörigen die größte ethnische Gruppe der Völker Sabahs repräsentiert.

## Entstehung des Begriffs
Die Klassifizierung verschiedener ethnischer Gruppen in Sabah als „Dusun“ erfolgte im historischen Kontext mehr aus einem Missverständnis als aus ernsthafter ethnologischer Forschung. Die in einer weitläufigen Zone zwischen der Küste und dem gebirgigen Landesinneren lebenden Menschen wurden durch ausländische Besucher Borneos als „Dusun“ bezeichnet, ohne die Unterschiede in der Kultur und den Traditionen näher zu kennen. Owen Rutter vermutete bereits 1929, dass die Namensgebung durch islamische Invasoren erfolgte. Tunggolou vermutet, dass die ersten weißen Männer bei ihrer Ankunft an der Westküste Malaiien oder Bajau begegneten, die für die Bewohner der Küste die Bezeichnung Orang dusun (Leute der Obstplantagen) gebrauchten. Der Übersetzung des Begriffs unkundig übertrugen die Ankömmlinge den Begriff auf die Einwohner der Küsten- und Hügelzone.
King folgert, dass der aus dem Malaiischen abgeleitete Begriff Dusun von den Küstenbewohnern auf die landwirtschaftlich geprägte Bevölkerung des Landesinneren angewandt wurde und dass dem Ausdruck Dusun ein abwertender Beigeschmack innewohnte, da er mit einer rückständigen, ungehobelten Landbevölkerung in Zusammenhang gebracht wurde.

## Heutige Definition
Die neuere Ethnologie folgt im Wesentlichen der Auffassung von Appell und Murdock, wonach die Dusun weniger eine einheitliche Gemeinschaft, sondern vielmehr ein „Cluster“ verschiedener Gemeinschaften darstellt.
Während die zu den Dusun zählenden Gruppen ursprünglich Langhaus-Bewohner waren, gaben einige Dusun-Stämme diese Art der Behausung auf; sie begannen in den westlichen Küstengebieten und den Hochlandebenen mit dem Nassreisanbau und der Viehzucht und in den Hügelregionen um den Mount Kinabalu mit dem Wanderfeldbau. Diese ursprünglich als Dusun klassifizierten Gruppen umfassen einige Untergruppen wie etwa die Kadazan, Rungus, Ranau und Tambunan, die in ihren sozialen und kulturellen Charakteristiken voneinander abweichen.

## Historische Einteilung
Owen Rutter teilt die Dusun im Jahr 1922 in zwei Gruppen ein: Flachland-Dusun (Lowland Dusuns) und Bergland-Dusun (Hill Dusuns). Innerhalb dieser beiden Klassen unterscheidet er nochmals in verschiedene Gruppen und Untergliederungen:
| Gruppe          | Benennung        | Erläuterung |
| Flachland-Dusun |                  | |
| I.              | Bundu-Dusun      | In den Sago-reichen Bezirken nördlich des Sugut Klias beheimatet. |
| II.             | Membakut-Dusun   | besiedeln die Küstenebene zwischen Bongawan und Beaufort. |
|                 | Papar-Dusun      | Zu den Papar-Dusun werden auch die Dusun von Bongawan, Benoni und Kimanis hinzugerechnet. Sie sind mit den Membakut-Dusun eng verbündet. |
| III.            | Putatan-Dusun    | Obwohl sie in direkter Nachbarschaft zu den Papar-Dusun leben unterscheiden sie sich beträchtlich hinsichtlich Sprache und Gebräuchen. Zu dieser Gruppe können auch die Dusun von Inanam und Menggatal hinzugerechnet werden.                                                                      |
| IV.             | Tuaran-Dusun     | |
| V.              | Tenggilan-Dusun  | Beheimatet zwischen Tuaran und Tempassuk. |
|                 | Tempassuk-Dusun  | Beheimatet zwischen Tenggilan und Marudu. |
| VI.             | Tambunan-Dusun   | In der Tambunan-Ebene und den angrenzenden Gebieten anzutreffen. Obwohl sie geographisch eher den Bergland-Dusun zuzurechnen wären, gehören sie wegen ihrer Anbaumethoden zu den Flachland-Dusun.                                                                                                  |
| Bergland-Dusun  |                  | |
| VII.            | Kiau             | In den Bezirken von Tuaran und Tempassuk sowie in der Nachbarschaft von Bundu Tuhan beheimatet |
| VIII.           | Ranau-Dusun      | In den Dörfern der Ranau-Ebene und an den Oberläufen von Sungai Labuk und Sungai Sugut beheimatet. |
| IX.             | Marudu-Dusun     | Beheimatet im riesigen Gebiet zwischen Tempassuk, Sungai Bengkoka und Paitan. |
|                 | Rungus-Dusun     | In Kudat und auf der Melobong-Halbinsel sowie den Distrikten Labuk und Sugut beheimatet. |
| X.              | ohne Bezeichnung | Diese Gruppe bezeichnet die verstreuten Dusun-Siedlungen nördlich von Paitan entlang den Hügeln an den Oberläufen von Labuk, Sugut und Kinabatangan. Die Gruppe schließt die nördlichen Stämme der Tambunwha, die Stämme der Dumpas am Labuk und die der Tenggara von Kinabatangan und Kwamut ein. |
| XI.             | Tegas-Dusun      | ehemaliger kriegerischer Stamm, jetzt in den höheren Gebirgsketten der Küstenregionen oberhalb der Tambunan-Ebene beheimatet. |